# Когбетлянц, Ерванд Геворгович
Ерва́нд Гево́ргович Когбетля́нц (9 (21) февраля 1888, Ростов-на-Дону — 5 ноября 1974, Париж) — французский и американский математик, геофизик, инженер и изобретатель армянского происхождения.
Автор метода измерения магнитных полей. Получил известность благодаря его алгоритму «Метод Когбетлянца» для сингулярного разложения матрицы (SVD) . Являлся разработчиком макропрограмм для электронных вычислительных машин на IBM. Руководитель службы по науке Министерства обороны Франции (1939—1942). Известен как изобретатель трёхмерных шахмат.

## Биография

### Ранние годы. Учёба
Ерванд Геворгович Когбетлянц родился 9 (21) февраля 1888 года в Нахичевани-на-Дону в семье купца Геворга Мельконяновича Когбетлянца.
Отец — Геворг Мельконянович Когбетлянц владел рудниками и шахтами в Ростовской области и в Донбассе, имел суда на Азовском и Чёрном морях, занимался строительной деятельностью. Мать — Егинэ Аковбян (Елена Яковлевна Хлытчиева) — дочь купца первой гильдии, гласного нахичеванской городской думы Акопа Матеосовича Хлычяна (Якова Матвеевича Хлытчиева). Родители были последователями Армянской Апостольской церкви. Двоюродной сестрой Ерванда Когбетлянца была писательница Мариэтта Шагинян.
В 1906 году Ерванд Когбетлянц окончил с серебряной медалью гимназию в Ростове-на-Дону. В том же году отправился во Францию, поступил на математическое отделение факультета наук Парижского университета, где проучился год. В связи с финансовыми проблемами в семье Когбетлянц вернулся в Россию, продолжил учёбу на математическом отделении физико-математического факультета Московского университета с 1907 года. Его преподавателями были известные учёные Николай Егорович Жуковский и Дмитрий Фёдорович Егоров, которые оказали наибольшее влияние на студента Когбетлянца. В университете Когбетлянц учился отлично, был удостоен золотой медали за конкурсное сочинение в 1911 году. В том же году Когбетлянц женился на своей землячке Евгении Красильниковой. 29 мая 1912 года Ерванд Геворгович Когбетлянц окончил Московский университет с дипломом первой степени.
В декабре 1912 года у Ерванда и Евгении родилась дочь Элеонора. Когбетлянц был оставлен при кафедре чистой математики Московского университета для подготовки к профессорской деятельности. Первая научная статья Когбетлянца была опубликована в 1913 году в «Сообщениях Харьковского математического общества». Когбетлянц успешно сдал магистерские экзамены в 1916 году, был утвержден в должности приват-доцента Московского университета. Он начал самостоятельные исследования по теории тригонометрических рядов, его статьи публиковались в ведущих европейских научных журналах и были представлены к публикации математиком и механиком Полем-Эмилем Аппелем.

### Жизнь во Франции
В 1917 году в связи с революционными событиями в России Ерванд Когбетлянц переехал из Москвы в Ростов-на-Дону, некоторое время поработал в Донском университете. В том же году он переехал в Екатеринодар (ныне Краснодар). Там 1 июля 1919 года Когбетлянц был назначен на должность доцента Кубанского политехнического института. В 1920 году Когбетлянц переезжает в Ереван и утверждается в должности профессора Ереванского государственного университета. В этой должности он остаётся год, после чего, в 1921 году с семьёй эмигрирует во Францию.
В Париже Русский народный университет организовал курсы высшей математики, на которых преподавал Когбетлянц. Одновременно он занимался научной деятельностью под руководством математика Эмиля Бореля. В 1923 году в Парижском университете Когбетлянц защитил докторскую диссертацию по теме «Аналогия между тригонометрическими и сферическими рядами с точки зрения их суммирования средними арифметическими». В 1920-х годах Ерванд Геворгович Когбетлянц занимался изучением геофизики. В 1926 году он изобрёл крутильные весы нового типа, предназначенные для измерения вторых производных потенциала силы тяжести. Когбетлянц запатентовал изобретение во Франции, Германии, Великобритании и США, реализовать подобный вариометр пыталась немецкая фирма «Askania Werke», но распространения он не получил. В том же году Ерванд Геворгович Когбетлянц запатентовал своё другое изобретение — трёхмерные шахматы (патент Франции № 608196). В 1927—1933 годах Когбетлянц был председателем союза геофизиков Франции.
В 1928 году по представлению известного математика Жака Адамара была опубликована статья Ерванда Геворговича об использовании своего изобретения в определении скорости распространения гравитации. Когбетлянц преподавал на русском отделении физико-математического факультета Парижского университета. В 1932 году на Международном конгрессе математиков в Цюрихе Когбетлянц выступил с двумя докладами. Один из них был посвящён измерению скорости гравитационного притяжения, а другой — теории тригонометрических рядов. Совместно с научной деятельностью Ерванд Геворгович Когбетлянц занимался общественными делами: он один из основателей и член правления Русского академического союза во Франции, член совета парижского Научно-философского общества, сотрудник Русского химического общества. В конце 1920-х годов Когбетлянц запатентовал своё второе спортивное изобретение — Теннис для игры на трёх полях (патент Франции № 672683).

### Жизнь в Иране и в США
В 1933 году Ерванд Геворгович Когбетлянц переехал в Персию. Он в течение шести лет был профессором астрономии и математического анализа в Тегеранском университете. В 1936 году он, как член иранской делегации, участвовал в работе Международного конгресса математиков в Осло и сделал доклад по гравиметрии. В 1937 году он выступил в Тегеране с докладом, посвящённым рассмотрению влияния солнечных пятен на человечество. В том же году иранский франкоязычный журнал «Le Journal de Téhéran» опубликовал этот доклад. В 1939 году Когбетлянц правительством Ирана был награждён орденом Искусств и Наук.
В 1939 году он вернулся в Париж и перешёл на работу в Национальный центр научных исследований. Одновременно он служил добровольцем в артиллерийском техническом отделе Французской армии.
25 июля 1942 года Когбетлянц прибыл в Соединённые Штаты Америки — в Нью-Йорк. В том же году Когбетлянц перешёл на работу в Лихайский университет в Бетлехеме. Он работал в должности ассистента, преподавал математику и читал курс «Математические методы в геофизике». В 1944 году Когбетлянц принял участие в работе «Симпозиума Понтиньи» в городе Южный Хэдли (штат Массачусетс), в колледже Mount Holyoke своим докладом «Космические факторы кризисов в жизни человечества». В 1945 году Когбетлянц работает консультантом по геофизике в корпорации «Standard Oil» в Нью-Йорке. Также он преподавал в Новой школе социальных исследований в 1944—1954 годах, одновременно работал профессором Свободной школы с занятиями повышенного типа до 1967 года. С 1946 года Когбетлянц был профессором Колумбийского университета. В 1948 году он запатентовал своё следующее изобретение — оригинальную оптико-механическую систему для измерения компонент магнитного поля и их градиентов. В 1950 году Когбетлянц участвовал в философской конференции «Новая школа социальных исследований» с докладом «Актуальная бесконечность как инструмент размышлений».
В июне 1952 года корпорация IBM пригласила Когбетлянца на должность математика-консультанта в нью-йоркский Центр обработки данных. В 1956 году Когбетлянц избран членом Рокфеллеровского университета. Он член Нью-Йоркской Академии наук, член математических союзов ряда стран. В 1960 году была издана коллективная монография «Математические методы для цифровых компьютеров», в котором Когбетлянц написал главу «Генерация элементарных функций». Ерванд Геворгович Когбетлянц вышел на пенсию в конце 1960-х годов и переехал в Париж. В последний год жизни он запатентовал спортивное изобретение, сделанное в 1973 году — «Игру в шестиугольные шахматы и шестиугольное го» (патент Франции № 2216769).
Ерванд Геворгович Когбетлянц скончался 5 ноября 1974 года в Париже. Он похоронен на кладбище «Пер-Лашез».

## Научная деятельность
Работы Ерванда Геворговича Когбетлянца относятся к интегральным уравнениям, к ортогональным многочленам, к численному анализу, к теориям притяжения и магнетизма, к прикладной геологии. Когбетлянц известен своими исследованиями в области теории тригонометрических рядов, в определении скорости распространения гравитации, и открытиями в области математических методов для цифровых компьютеров. Он также известен своими многочисленными научными и спортивными изобретениями, такими как: крутильные весы нового типа, предназначенные для измерения вторых производных потенциала силы тяжести (1926), трёхмерные шахматы (1912), теннис для игры на трех полях, игра в шестиугольные шахматы и шестиугольное го (1973).
Над изобретением трёхмерных шахмат до Когбетлянца работали многие шахматисты и учёные, но в отличие от них, Когбетлянц помимо шахматных фигур ввёл в игру несколько новых, благодаря чему поставить мат стало возможным. Изобретение Когбетлянца состояло из восьми шахматных досок, изготовленных из прозрачного стекла и расположенных друг над другом. Игроки здесь распоряжаются 512 позициями (8 × 8 × 8), между которыми фигуры передвигаются также вверх и вниз.
В 1926 году Ерванд Геворгович Когбетлянц изобрёл крутильные весы нового типа, предназначенные для изучения гравитационного поля Земли, различные от первой версии венгерского геофизика Лоранда Этвёша. Система включает в себя три массы: одна расположена на верхнем уровне, а две другие — под ней. В плане эти массы образуют равносторонний треугольник, причем таких систем в приборе три. В процессе работы над изобретением крутильных весов Когбетлянц пришёл к выводу, что крутильные весы можно использовать в эксперименте по определению скорости распространения гравитации.
В 1937 году Ерванд Геворгович Когбетлянц выступил в Тегеране с докладом, посвященным рассмотрению влияния солнечных пятен на человечество, похожим на труды Александра Леонидовича Чижевского. Доклад был опубликован, но в ссылках на работы разных учёных фамилия Чижевского не встречается. Сам Чижевский учился в Московском университете в то время, когда там преподавал Когбетлянц. Совершенно иной стиль изложения и анализируемые факты доказывают, что доклад Когбетлянца самостоятельный.
Во время работы в США Ерванд Геворгович Когбетлянц разработал алгоритм диагонализации матриц в процессе их сингулярного разложения, который называется «Метод Когбетлянца». Метод Когбетлянца является известным двусторонним методом для сингулярного разложения квадратных матриц. Для вещественных {\displaystyle m\times n} {\displaystyle (m\geqslant n;~m,n\in \mathbb {R} )} и матрицы {\displaystyle \mathbf {A} } разложение
{\displaystyle \mathbf {A=U\Sigma V^{T}\,,\qquad (U^{T}U=I,~V^{T}V=I)} }
называется сингулярным. Для симметричной {\displaystyle \mathbf {A(A^{T}=A)} } соответствующее разложение
{\displaystyle \mathbf {A=W\Lambda W^{T}\,,\qquad (W^{T}W=I)} }
является собственным разложением {\displaystyle \mathbf {A} }. Метод выбора для быстро параллельного вычисления этих разложений называется методом Когбетлянца. Метод Когбетлянца получил много внимания учёных из-за его эффективности в качестве параллельного метода и также его возможных расширений к различным другим разложениям.
В работах Когбетлянца для рядов Фурье-Лагерра были получены условия сходимости средних Чезаро в точке {\displaystyle x=0}, а также в некоторых весовых лебеговых пространствах {\displaystyle (L^{p})}.
Ерванд Геворгович Когбетлянц автор более 100 изданных научных трудов.

## Награды и членства
- Орден Искусств и Наук (Иран, 1939) — за организацию Тегеранского университета, преподавание математики, прикладной геофизики и различных отраслей высшей математики в 1933—1938 годах[23].
- Член Нью-Йоркской Академии наук[2].

## Сочинения
- Kogbetliantz E. G. Sur les series trigonometriques et la serie de laplace. — Paris: Gauthier Villars, 1923. — 65 p.
- Kogbetliantz E. G. Recherches sur l'unicité des séries ultra-sphériques. — 1926.
- Kogbetliantz E. G. Sommation des séries et intégrales divergentes par les moyennes arithmétiques et typiques. — Paris: Gauthier Villars, 1931.
- Kogbetliantz E. G. Voies naturelles et bases des mathématiques: initiation nouvelle. — Paris: Gauthier Villars, 1959. — 574 p. In two volumes
- Kogbetliantz E. G. Fundamentals of mathematics from an advanced viewpoint. — New York: Gordon and Breach, 1968—1969. In four volumes
- Kogbetliantz E. G. Geometry and geometric analysis. — 1969.
- Kogbetliantz E. G., Krikorian A. Handbook of first complex prime numbers. — London—New York: Gordon and Breach, 1971. — 998 p.

- Когбетлянц Э. Объ однократно-суммируемыхъ рядахъ Sturm-Liouville'я // Сообщения Харьковского математического общества. Вторая серия. — 1915. — Т. 14, вып. 6. — С. 251—270.
- Когбетлянц Э. О сходимости разложеній по полиномамъ Чебышева-Якоби // Сообщения Харьковского математического общества. Вторая серия. — 1917. — Т. 15, вып. 5—6. — С. 285—287.
- Когбетлянц Э. Ариѳмологическая аналогія тригонометрическимъ рядамъ Фурье // Сообщения Харьковского математического общества. Вторая серия. — 1918. — Т. 16, вып. 1—2. — С. 55—72.
- Kogbetliantz E. G. Analogie entre les series trigonométriques et les séries sphériques au point de vue de leur som mabilité par les moyennes arithmetiques (фр.) // Annales Scientifiques de l’École Normale Supérieure. — 1923. — Vol. 40. — P. 259—323.
- Kogbetliantz E. G. Sur la sommabilité de la série ultrasphérique à l'intérieur de l'intervalle {\displaystyle (-1;+1)} par la méthode des moyennes arithmétiques (фр.) // Bulletin de la Société Mathématique de France. — 1923. — Vol. 51. — P. 244—295.
- Kogbetliantz E. G. Sur la sommation des séries divergentes par les moyennes simples et doubles (фр.) // Annales Scientifiques de l’École Normale Supérieure. — 1925. — Vol. 42. — P. 193—216.
- Kogbetliantz E. G. Sur la vitesse de propagation de l’attraction (фр.) // Comptes Rendus hebdomadaires des séances de l’Académie des Sciences. — 1928. — Vol. 186. — P. 944—946.
- Kogbetliantz E. G. Sur la vitesse de propagation de la gravitation (фр.) // Comptes Rendus hebdomadaires des séances de l’Académie des Sciences. — 1930. — Vol. 191. — P. 30—31.
- Kogbetliantz E. G. Sommation des séries et intégrales divergentes par les moyennes arithmétiques et typiques (фр.) // Mémorial des Sciences Mathématiques. — 1931. — Vol. 51. — P. 1—84.
- Kogbetliantz E. G. Sur la vitesse de propagation de la gravitation (фр.) // Annales de Physique. — 1931. — Vol. 16. — P. 71—98.
- Kogbetliantz E. G. Recherches sur la sommabilité des séries d'Hermite (фр.) // Annales scientifiques de l'École Normale Supérieure. — 1932. — Vol. 49. — P. 137—221.
- Kogbetliantz E. G. L’humanité subit elle l’influence des taches solaires? (фр.) // Le Journal de Téhéran. — 1937.
- Kogbetliantz E. G. Quantitative interpretation of magnetic and gravity anomalies (англ.) // Geophysics. — 1944. — Vol. 9. — P. 463—493.
- Kogbetliantz E. G. Estimating depth and excess mass of point sources and horizontal line sources in gravity prospecting (англ.) // Geophysics. — 1946. — Vol. 11. — P. 195—210.
- Kogbetliantz E. G. Solution of linear systems by diagonalization of coefficients matrix (англ.) // Quarterly of Applied Mathematics. — 1955. — Vol. 13. — P. 123—132.
- Kogbetliantz E. G. Electronic computers aid geophysical interpreters (англ.) // Oil and Gas Jour. — 1956. — Vol. 54. — P. 136—139.
- Kogbetliantz E. G. Computation of {\displaystyle e^{N}} for {\displaystyle -{\mathcal {1}}<N<+{\mathcal {1}}} // IBM Journal of Research and Development. — 1957. — Vol. 1, № 2. — P. 110—115. — ISSN 0018-8646.
- Kogbetliantz E. G. Computation of {\displaystyle \mathrm {arctg} \ N} for {\displaystyle -{\mathcal {1}}<N<+{\mathcal {1}}} // IBM Journal of Research and Development. — 1958. — Vol. 2, № 1. — P. 43—53. — ISSN 0018-8646.
- Kogbetliantz E. G. Computation of {\displaystyle \arcsin N} for {\displaystyle 0<N<1} using an Electronic Computer // IBM Journal of Research and Development. — Vol. 2, № 3. — P. 218—222. — ISSN 0018-8646.
- Kogbetliantz E. G. Computation of {\displaystyle \sin N}, {\displaystyle \cos N}, and {\displaystyle {\sqrt[{m}]{N}}} using an Electronic Computer // IBM Journal of Research and Development. — 1959. — Vol. 3, № 2. — P. 147—152. — ISSN 0018-8646.
- Kogbetliantz E. G. Generation of Elementary Functions (англ.) // Mathematical methods for digital computers. — 1960. — Vol. 1. — P. 5—35.

- Kogbetliantz E. G. Three weighted torsion balance. U.S. Patent 1 737 660, 1929
- Kogbetliantz E. G. System for measuring magnetic fields. U.S. Patent 2 590 979, 1952